# АБО (логічний вентиль)
АБО (англ. OR) — логічний вентиль, який реалізує операцію диз'юнкція. Активний сигнал («логічна 1», «істина») на виході цього вентиля присутній тоді, коли на хоча б одному вході присутній активний сигнал. Лише коли на обох його входах сигнал пасивний («логічний 0», «хиба»), на виході також буде пасивний сигнал.
В нотації алгебри логіки дія цього вентиля записується формулою:
{\displaystyle Y=A\lor B}

## Умовні позначення
Існує два основних умовних графічних позначень вентиля АБО на принципових схемах, описані в стандартах IEC 60617-12:1997 і ANSI 91-1984. Стандарт DIN 40700 застарів, але описані в ньому символи досі зустрічаються у схемах. Позначення логічних вентилів згідно ДСТУ ГОСТ 2.743-91 «Позначення умовні графічні в схемах. Елементи цифрової техніки» (частина ЄСКД) мають незначні відмінності від стандарту IEC 60617-12.
| IEC 60617-12:1997 | ANSI 91-1984 | DIN 40700 (до 1976) |
| ----------------- | ------------ | ------------------- |
|                   |              |                     |

## Реалізація

### Релейно-контактні схеми
Релейно-контактна логіка здійснює операції шляхом формування за допомогою контактів перемикачів або реле кіл для протікання електричного струму, який, у свою чергу, активує наступні реле або живить виходи схеми.

Реалізація логіки АБО паралельно з'єднаними контактами реле

Для реалізації функції OR нормально-розімкнені контакти з'єднуються паралельно, таким чином струм проходить тоді, коли спрацювало реле А або реле B.

### Напівпровідникові схеми

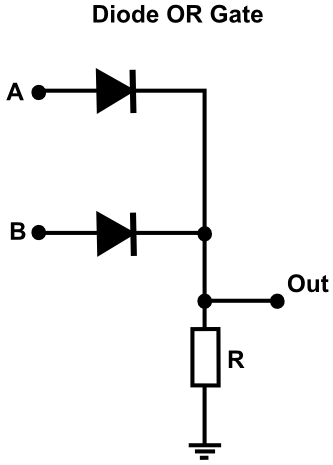
Схема на дискретних діодах і резисторі
Реалізація в технології КМОН
Чотири вентиля АБО в корпусі мікросхеми 4071 (КМОН)